# Physcomitrium bonplandii
Physcomitrium bonplandii là một loài Rêu trong họ Funariaceae. Loài này được (Hook.) De Not. mô tả khoa học đầu tiên năm 1838.